# Сачикобаво
Сачикобаво (груз. საჩიქობავო) — село в Грузии, на территории Сенакского муниципалитета края (мхаре) Самегрело-Верхняя Сванетия.

## География
Село находится в западной части Грузии, к западу от реки Техури, на расстоянии приблизительно 2 километров (по прямой) к северо-востоку от города Сенаки, административного центра муниципалитета. Абсолютная высота — 210 метров над уровнем моря.

## Население
По результатам официальной переписи населения 2014 года в Сачикобаво проживало 40 человек (22 мужчины и 18 женщин). В национальной структуре населения грузины составляли 100 %.
| Год  | Население, человек |
| ---- | ------------------ |
| 2002 | 139                |
| 2014 | ↘ 40               |